# Amarinus lacustris
Amarinus lacustris är en kräftdjursart som först beskrevs av Charles Chilton 1882.  Amarinus lacustris ingår i släktet Amarinus och familjen Hymenosomatidae. Inga underarter finns listade i Catalogue of Life.

## Bildgalleri

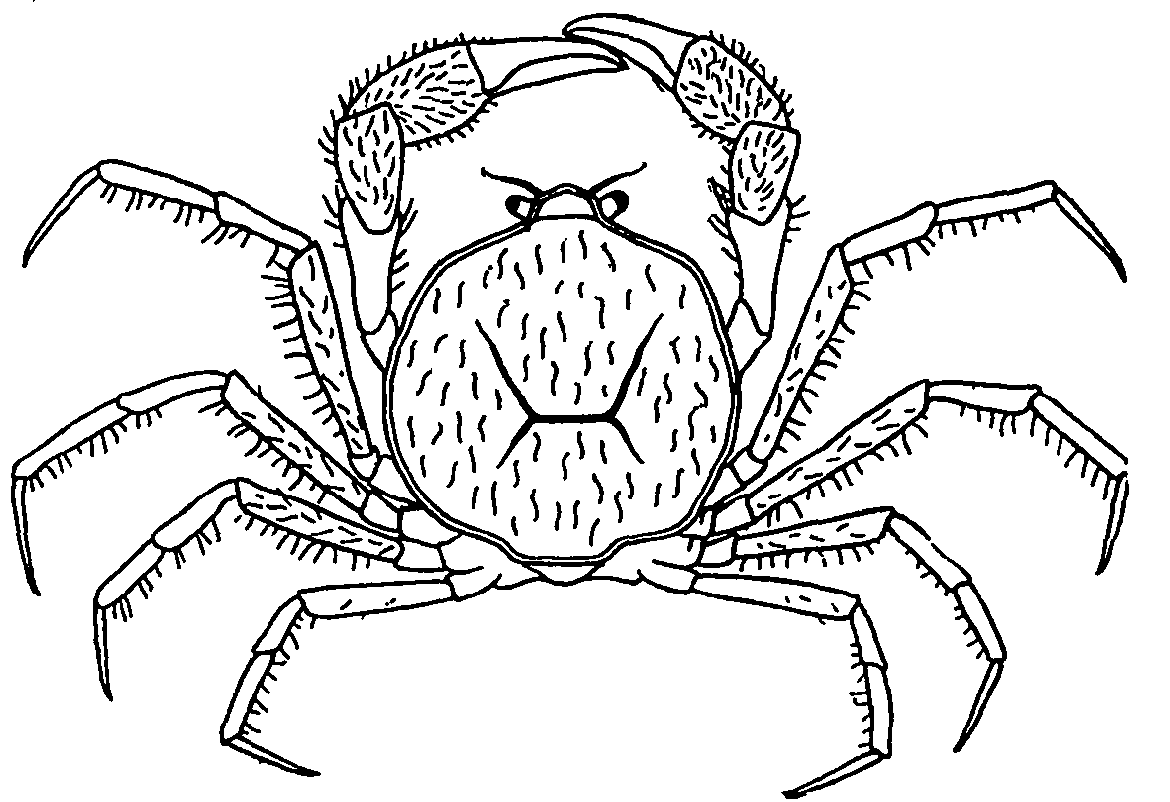